# رودولف كرتشيل
رودولف كرتشيل (5 مارس 1906 – 3 أبريل 1981) لاعب كرة قدم تشيكوسلوفاكي راحل كان يجيد اللعب في خط الوسط .
لعب طوال مسيرته الرياضية في أندية تيبليتزر (1919-1933) سلافيا براغ (1933-1937) فلوريانا (1937-1939) تيبليتز (1939-1943).
مثل منتخب تشيكوسلوفاكيا 20 مباراة (1929-1935). شارك مع منتخب تشيكوسلوفاكيا في بطولة كأس العالم 1934 في إيطاليا حيث احتل المركز الثاني.
قام بتدريب أندية تبليتسه (1947-1948) منتخب تشيكوسلوفاكيا الرديف (1949) إنغستاف تيبليتسه (1952-1962) سبارتاك برنو (1962) سبارتاك بلزين (1963).

## وصلات خارجية
- رودولف كرتشيل على موقع قاعدة بيانات كرة القدم.إي يو (الإنجليزية)
- رودولف كرتشيل على موقع ناشيونال فوتبول تيمز (الإنجليزية)
- رودولف كرتشيل على موقع عالم كرة القدم.نت (الإنجليزية)

- سيرة ذاتية